# وين إمبري
وين إمبري (بالإنجليزية: Wayne Embry) مواليد 26 مارس 1937 في سبرينغفيلد، هو لاعب كرة سلة أمريكي معتزل بدأ مسيرته الاحترافية في سنة 1958. تم اختياره من قبل فريق أتلانتا هوكس خلال الدرافت. يبلغ طوله 6 قدم 8 بوصة (2.0 م). اعتزل اللعب في 1969. فاز بلقب دوري إن بي إيه. دخل قاعة نايسميث التذكارية لمشاهير كرة السلة.

## المسيرة الاحترافية
لعب مع سكرامنتو كينغز من سنة 1958 إلى 1966، ثم لعب مع بوسطن سيلتكس من سنة 1966 إلى 1968، ثم لعب مع ميلووكي باكز في موسم 1968–69 .

## روابط خارجية
- وين إمبري على موقع إن بي أي (الإنجليزية)
- وين إمبري على موقع سبورتس رفرنس (الإنجليزية)
- وين إمبري على موقع كلية كرة السلة في سبورتس رفرنس.كوم (الإنجليزية)
- وين إمبري على موقع ريلجم (الإنجليزية)
- وين إمبري على موقع بروبوليرز (الإنجليزية)
- وين إمبري على موقع قاعة المشاهير الجامعة الوطنية لكرة السلة (الإنجليزية)